# 1969-es Formula–1 német nagydíj
Az 1969-es Formula–1 világbajnokság hetedik futama a német nagydíj volt.

## Futam
A Nürburgringen a mezőnyt a Formula–2-essel közösen indították (rózsaszínnel jelölve). Gerhard Mitter pénteken a Flugpatznál halálos balesetet szenvedett F2-es BMW-jével. A Ferrari nem vett részt a nagydíjon, a bokatörést szenvedett Brabhamhez hasonlóan.
Stewart, aki az első hat versenyből ötöt megnyert, megszerezte a pole-t Ickx és Rindt előtt. Hill csak a 9. helyre kvalifikálta magát, míg Surtees nem indult a versenyen, mivel a BRM P139-et nem tartotta elég biztonságosnak. Ickx a rajtnál Rindt mögé esett vissza. Mario Andretti az első körben balesetezett a négy kerékhajtású Lotusszal, majd kimentette a szintén balesetező Vic Elfrodot McLarenjéből. Az angol karja három ponton is eltört.
A verseny elején Ickx visszaszerezte második helyét, majd felzárkózott Stewartra. A belga a hetedik körben megelőzte a vezető skótot. Stewart sebességváltójával probléma akadt, így lemaradt, de sikerült második helyét megtartania. Ickx ennek köszönhetően közel egyperces előnnyel győzött, míg Bruce McLaren lett a harmadik.
| Helyezés | #  | Versenyző            | Csapat/Motor | Futott körök | Idő/Kiesés oka              | Rajthely | Pontszám |
| -------- | -- | -------------------- | ------------ | ------------ | --------------------------- | -------- | -------- |
| 1        | 6  | Jacky Ickx           | Brabham-Ford | 14           | 1:49:55,4                   | 1        | 9        |
| 2        | 7  | Jackie Stewart       | Matra-Ford   | 14           | + 57,7                      | 2        | 6        |
| 3        | 10 | Bruce McLaren        | McLaren-Ford | 14           | + 3:21,6                    | 8        | 4        |
| 4        | 2  | Graham Hill          | Lotus-Ford   | 14           | + 3:58,8                    | 9        | 3        |
| 5        | 26 | Henri Pescarolo      | Matra-Ford   | 14           | +7:11,0                     | 13       |          |
| 6        | 29 | Richard Attwood      | Brabham-Ford | 13           | +1 kör                      | 20       |          |
| 7        | 20 | Kurt Ahrens Jr.      | Brabham-Ford | 13           | +1 kör                      | 19       |          |
| 8        | 22 | Rolf Stommelen       | Lotus-Ford   | 13           | +1 kör                      | 22       |          |
| 9        | 31 | Peter Westbury       | Brabham-Ford | 13           | +1 kör                      | 18       |          |
| 10       | 30 | Xavier Perrot        | Brabham-Ford | 13           | +1 kör                      | 24       |          |
| 11       | 11 | Jo Siffert           | Lotus-Ford   | 12           | Felfüggesztés               | 4        | 2        |
| 12       | 8  | Jean-Pierre Beltoise | Matra-Ford   | 12           | Felfüggesztés               | 10       | 1        |
| Kiesett  | 9  | Denny Hulme          | McLaren-Ford | 11           | Erőátvitel                  | 5        |          |
| Kiesett  | 15 | Jackie Oliver        | BRM-Ford     | 11           | Olajszivárgás               | 16       |          |
| Kiesett  | 2  | Jochen Rindt         | Lotus-Ford   | 10           | Gyújtás                     | 3        |          |
| Kiesett  | 28 | François Cevert      | Tecno-Ford   | 9            | Kerék                       | 14       |          |
| Kiesett  | 27 | Johnny Servoz-Gavin  | Matra-Ford   | 6            | Motorhiba                   | 12       |          |
| Kiesett  | 16 | Jo Bonnier           | Lotus-Ford   | 4            | Üzemanyag szivárgás         | 23       |          |
| Kiesett  | 17 | Piers Courage        | Brabham-Ford | 1            | Baleset                     | 7        |          |
| Kiesett  | 12 | Vic Elford           | McLaren-Ford | 0            | Baleset                     | 6        |          |
| Kiesett  | 3  | Mario Andretti       | Lotus-Ford   | 0            | Baleset                     | 15       |          |
| NI       | 14 | John Surtees         | BRM          | -            | Nem állt rajthoz            | 11       |          |
| NI       | 24 | Gerhard Mitter       | BMW          | -            | Végzetes baleset az edzésen | 25       |          |
| NI       | 23 | Hubert Hahne         | BMW          | -            | Nem állt rajthoz            | 17       |          |
| NI       | 25 | Dieter Quester       | BMW          | -            | Nem állt rajthoz            | 21       |          |
| NI       | 21 | Hans Herrmann        | Lotus-Ford   | -            | Nem állt rajthoz            | -        |          |

## Statisztikák
Vezető helyen:
- Jackie Stewart: 6 (1-6)
- Jacky Ickx: 8 (7-14)

Jacky Ickx 2. győzelme, 2. pole-pozíciója, 1. leggyorsabb köre. 1. mesterhármasa (pp, lk, gy)
- Brabham 11. győzelme.

Gerhard Mitter utolsó versenye.